# Pont Ortiz
Le pont Ortiz est un pont à quatre arches de Cali, en Colombie, qui fait partie du patrimoine architectural national. Au centre de la ville, il fut le premier pont que l'on jeta sur la rivière Cali. L'ingénieur des travaux fut le frère franciscain José Ignacio Ortiz, originaire de Candelaria, qui était un ingénieur amateur.
Au sud de l'ouvrage, il y a le parc Los Poetas (es), le théâtre Jorge Isaacs et l'église La Ermita (es), et au nord, le Centre administratif municipal, siège de la mairie.

## Histoire

### Construction
Dès 1734 la ville sentit le besoin de jeter un pont sur la rivière Cali pour relier le centre de la ville au nord. Elle construisit cette année-là un pont piétonnier de bambou qui se détériora rapidement.
Le maire Santiago Reyes proposa au conseil de le remplacer. En 1835, José Montehermoso fut nommé directeur des travaux pour cette entreprise. Les travaux débutèrent sans l'approbation du gouverneur, qui estimait que la construction du pont ne représentait qu'une dépense onéreuse.
Le 25 juin 1842, le frère Ortiz prit les rênes des travaux et travailla trois ans à l'ouvrage pour l'achever en octobre 1845.

### Restaurations et transformations

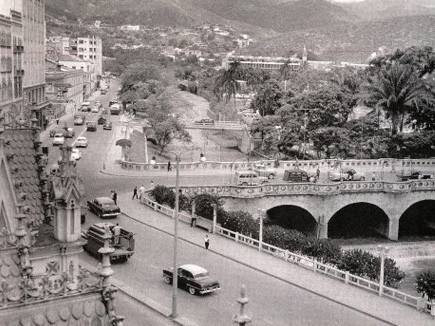
Le pont Ortiz, pendant qu'il servit à la circulation automobile.

Le pont fut remis en état à diverses reprises. En 1918, il fut transformé par Julio Fajardo Herrera, qui modifia la largeur de la chaussée ; et en 1946, Alfonso Garrido allongea le pont des deux côtés avec du béton. La construction de l'avenue Colombia eut pour effet de laisser voir la moitié de la partie du pont construite en briques et de recouvrir l'autre moitié. En 1950, le pont cessa d'être piétonnier après avoir été adapté aux berlines récemment arrivées. Il fut plus tard fermé à la circulation automobile, mais il fallut le lui rouvrir dans les années 1980 par suite des pétitions des citoyens. Depuis 1986, il est redevenu un pont piétonnier,. 
Le pont Ortiz est déclaré monument national selon la résolution 109 du 9 novembre 2005. Pendant les travaux de 2011 visant à abaisser l'avenue Colombia, sur laquelle donne le pont, pour la faire passer dans un tunnel, on mit au jour des morceaux de la structure du pont qui datent de 1840, les murs de l'une des approches du pont,. Le mur ouest découvert imite l'opus caementicium des Romains. Lors de la découverte, qui retarda les travaux, on trouva aussi des restes d'animaux, de la vaisselle, de morceaux de céramique, des objets en fer et des restes humains.